# Indiscreet
Indiscreet — пятый студийный альбом группы Sparks, выпущенный в октябре 1975 года лейблом Island Records. Альбом отошёл от глэм-рокового звучания Kimono My House и Propaganda, делая акцент на театральных элементах с большим использованием оркестровых аранжировок и влиянием жанров, далеких от рока, таких как джаз, биг-бенд, свинг, водевиль и классическая музыка. Продюсером альбома выступил Тони Висконти, с которым группа воссоединилась в 1997 году для записи нескольких треков для ретроспективного альбома Plagiarism. Песня "How Are You Getting Home?" использовалась в фильме Лео Каракса Holy Motors.

## Выпуск
Indiscreet вышел в октябре 1975 года, почти через год после предыдущего альбома группы, и стал третьим альбомом с британским составом музыкантов. Он имел меньший коммерческий успех, чем Kimono My House и Propaganda, достигнув 18-й позиции в британском чарте альбомов. Следующие два альбома группы имели ещё меньше успеха в Европе и США. Значительное внимание Sparks получили только с выходом альбома No. 1 In Heaven в 1979 году.
Синглы "Get in the Swing" и "Looks, Looks, Looks" были умеренно успешными, достигнув 27-й и 26-й позиций в UK Singles Chart соответственно, после чего братья Маэл распустили британский состав Sparks и вернулись в США.

## Переиздания
Indiscreet был переиздан и ремастирован лейблом Island в 1994 и 2006 годах. Первое издание на лейбле Island Masters включало дополнительные треки — би-сайд "Profile" и неальбомный сингл "I Wanna Hold Your Hand" с би-сайдом "England". 21st Century Edition не включал эти два трека, зато добавил редкие "The Wedding of Jacqueline Kennedy to Russell Mael" и живую версию "Looks, Looks, Looks".

## Список композиций
Слова и музыка всех песен — Ron Mael, если не указано иначе..
| №  | Название                    | Длительность |
| -- | --------------------------- | ------------ |
| 1. | «Hospitality on Parade»     | 4:00         |
| 2. | «Happy Hunting Ground»      | 3:44         |
| 3. | «Without Using Hands»       | 3:20         |
| 4. | «Get in the Swing»          | 4:08         |
| 5. | «Under the Table with Her»  | 2:20         |
| 6. | «How Are You Getting Home?» | 2:57         |

| №                   | Название                       | Автор(ы)            | Длительность |
| ------------------- | ------------------------------ | ------------------- | ------------ |
| 7.                  | «Pineapple»                    | Russell Mael        | 2:45         |
| 8.                  | «Tits»                         |                     | 4:57         |
| 9.                  | «It Ain't 1918»                |                     | 2:08         |
| 10.                 | «The Lady Is Lingering»        |                     | 3:40         |
| 11.                 | «In the Future»                |                     | 2:12         |
| 12.                 | «Looks, Looks, Looks»          |                     | 2:35         |
| 13.                 | «Miss the Start, Miss the End» |                     | 2:46         |
| Общая длительность: | Общая длительность:            | Общая длительность: | 41:32        |

| №                   | Название                 | Автор(ы)                  | Длительность |
| ------------------- | ------------------------ | ------------------------- | ------------ |
| 14.                 | «Profile»                |                           | 3:30         |
| 15.                 | «I Wanna Hold Your Hand» | Джон Леннон Пол Маккартни | 2:54         |
| 16.                 | «England»                |                           | 3:16         |
| Общая длительность: | Общая длительность:      | Общая длительность:       | 51:12        |

| №                   | Название                                                  | Автор(ы)            | Длительность |
| ------------------- | --------------------------------------------------------- | ------------------- | ------------ |
| 14.                 | «Profile»                                                 |                     | 3:30         |
| 15.                 | «The Wedding of Jacqueline Kennedy to Russell Mael»       | Russell Mael        | 1:36         |
| 16.                 | «Looks, Looks, Looks» (live at Fairfield Halls, 09/11/75) |                     | 4:02         |
| Общая длительность: | Общая длительность:                                       | Общая длительность: | 50:40        |

## Участники
Sparks
- Russell Mael — вокал
- Ron Mael — клавишные
- Ian Hampton — бас-гитара
- Trevor White — гитара
- Norman "Dinky" Diamond — ударные

Дополнительно
- Mike Piggott — скрипка в композиции "It Ain't 1918"
- Тони Висконти — оркестровые аранжировки

## Чарты

### Альбом
| Чарт (1975/6)                    | Максимальная позиция |
| -------------------------------- | -------------------- |
| Канада (RPM Top Albums/CDs)      | 86                   |
| Нидерланды (Album Top 100)       | 19                   |
| Норвегия (VG-lista)              | 18                   |
| Швеция (Sverigetopplistan)       | 6                    |
| Великобритания (UK Albums Chart) | 18                   |
| США (Billboard 200)              | 169                  |

### Синглы
| Чарт (1975)                    | Максимальная позиция |
| ------------------------------ | -------------------- |
| Бельгия/Валлония (Ultratop 50) | 38                   |
| UK Singles (OCC)               | 27                   |

| Чарт (1975)               | Максимальная позиция |
| ------------------------- | -------------------- |
| Нидерланды (Dutch Top 40) | 59                   |
| UK Singles (OCC)          | 26                   |

## Внешние ссылки
Indiscreet на сайте DiscogsШаблон:Sparks